# Lục Yên (huyện)
Lục Yên là một huyện thuộc tỉnh Yên Bái, Việt Nam.

## Địa lý
Huyện Lục Yên nằm ở phía bắc của tỉnh Yên Bái, nằm cách thành phố Yên Bái khoảng 100 km, cách trung tâm thủ đô Hà Nội khoảng 270 km, có vị trí địa lý:
- Phía đông giáp huyện Hàm Yên, tỉnh Tuyên Quang
- Phía tây giáp huyện Văn Yên và huyện Bảo Yên, tỉnh Lào Cai
- Phía nam giáp huyện Yên Bình
- Phía bắc giáp huyện Bắc Quang và huyện Quang Bình thuộc tỉnh Hà Giang.

Huyện Lục Yên có diện tích 810,01 km², dân số năm 2019 là 108.817 người, mật độ dân số đạt 134 người/km².

## Hành chính
Huyện Lục Yên có 24 đơn vị hành chính cấp xã trực thuộc, bao gồm thị trấn Yên Thế (huyện lỵ) và 23 xã: An Lạc, An Phú, Động Quan, Khai Trung, Khánh Hòa, Khánh Thiện, Lâm Thượng, Liễu Đô, Mai Sơn, Minh Chuẩn, Minh Tiến, Minh Xuân, Mường Lai, Phan Thanh, Phúc Lợi, Tân Lập, Tân Lĩnh, Tân Phượng, Tô Mậu, Trúc Lâu, Trung Tâm, Vĩnh Lạc, Yên Thắng.

## Lịch sử
Ngày 16 tháng 12 năm 1964, tách 14 xã: Cộng Hoà, Quyết Tiến, Quang Vinh, Minh Tân, Hạnh Phúc, Long Khánh, Hoà Bình, Vĩnh Yên, Nghĩa Đô, Tân Tiến, Dân Chủ, Lương Sơn, Việt Tiến và Long Phúc để thành lập huyện Bảo Yên.
Ngày 13 tháng 11 năm 1965, chia xã Toàn Thắng thành 2 xã: Minh Xuân và Liễu Đô.
Ngày 28 tháng 1 năm 1967, chuyển hai xã An Phú và Phú Mỹ thuộc huyện Yên Bình về huyện Lục Yên quản lý.
Năm 1975, hợp nhất tỉnh Lào Cai, tỉnh Yên Bái và tỉnh Nghĩa Lộ thành tỉnh Hoàng Liên Sơn, huyện Lục Yên thuộc tỉnh Hoàng Liên Sơn, gồm 23 xã: An Lạc, An Phú, Động Quan, Khai Trung, Khánh Hòa, Khánh Thiện, Lâm Thượng, Liễu Đô, Mai Sơn, Minh Chuẩn, Minh Tiến, Minh Xuân, Mường Lai, Phan Thanh, Phúc Lợi, Tân Lập, Tân Lĩnh, Tân Phượng, Tô Mậu, Trúc Lâu, Trung Tâm, Vĩnh Lạc và Yên Thắng.
Ngày 12 tháng 2 năm 1987, thành lập thị trấn Yên Thế (thị trấn huyện lỵ huyện Lục Yên) trên cơ sở tách 439,40 ha diện tích tự nhiên với 1.744 nhân khẩu của xã Yên Thắng, xã Yên Thắng còn 1.394,99 ha diện tích đất tự nhiên với 2.168 nhân khẩu.
Ngày 12 tháng 8 năm 1991, tái lập tỉnh Yên Bái từ tỉnh Hoàng Liên Sơn cũ, huyện Lục Yên thuộc tỉnh Yên Bái.
Ngày 24 tháng 12 năm 2003, mở rộng thị trấn Yên Thế trên cơ sở sáp nhập 850 ha diện tích tự nhiên và 1.558 nhân khẩu của xã Yên Thắng.
Huyện Lục Yên có 1 thị trấn và 23 xã như hiện nay.